# Nils Berggren
Nils Gustav Berggren, född 20 oktober 1907 i Kolbäcks församling, död 2 september 1967 i Hallstahammar, var en svensk fotbollsspelare.
Berggren representerade på klubbnivå Hallstahammars SK, och spelade 1931 en A-landskamp för Sverige.